# Balsa Nova
Balsa Nova é um município brasileiro do estado do Paraná. Sua população, conforme estimativas do IBGE de 2020, era de 13 092 habitantes.

## Etimologia
A denominação origina-se da construção de uma balsa feita por Galdino Chaves em 1891, cujo objetivo era cruzar o rio Iguaçu. Por haver sobrepujado, em qualidade, as balsas anteriormente construídas, ganhou fama e se constituiu em referência obrigatória à localidade, que passou a ser chamada de Balsa Nova.

## História

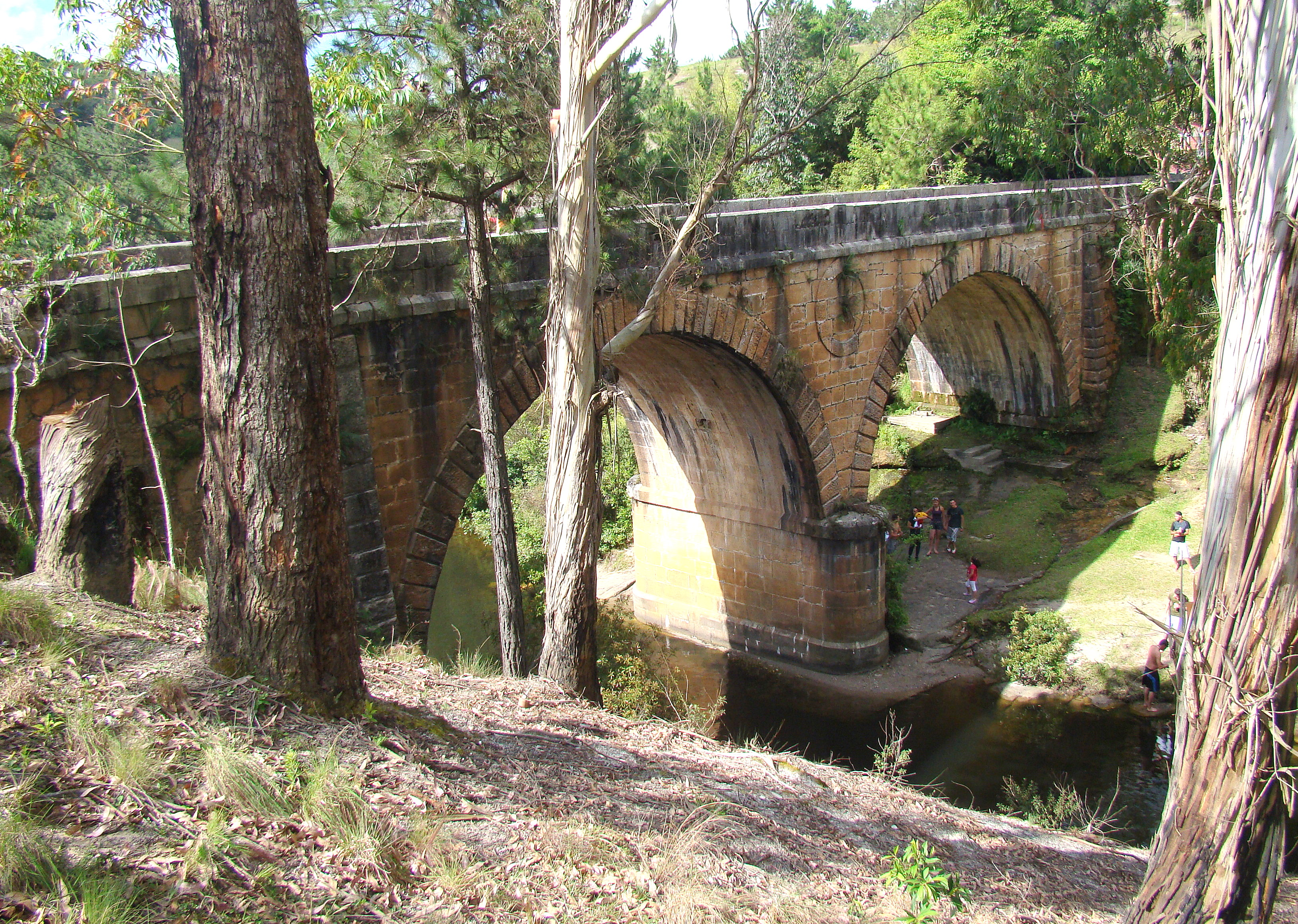
Antiga ponte sobre o Rio dos Papagaios, às margens da BR 277, construída em 1876 por imigrantes alemães quando da visita de Dom Pedro II ao Paraná. Obra tombada pelo Patrimônio Histórico e Cultural, sendo considerada um monumento da engenharia nacional.

Em 1876 aportou na região do atual município de Balsa Nova, que a partir dessa época ficou sendo chamada de Rodeio, uma leva de ousados desbravadores a procura de novos ares. Euzébio Pereira dos Anjos, Mathias Oliveira, Ana Oliveira Chaves, Francisco Oliveira da Cruz, José Inácio Gonçalves, Francisco Leite Cordeiro, João Leite Cordeiro, Joaquim Soares Ferreira, Lúcio Ferreira Albuquerque e Mathias Gomes foram as primeiras pessoas que derrubaram a mata virgem e fizeram brotar as primeiras sementes do lugar.

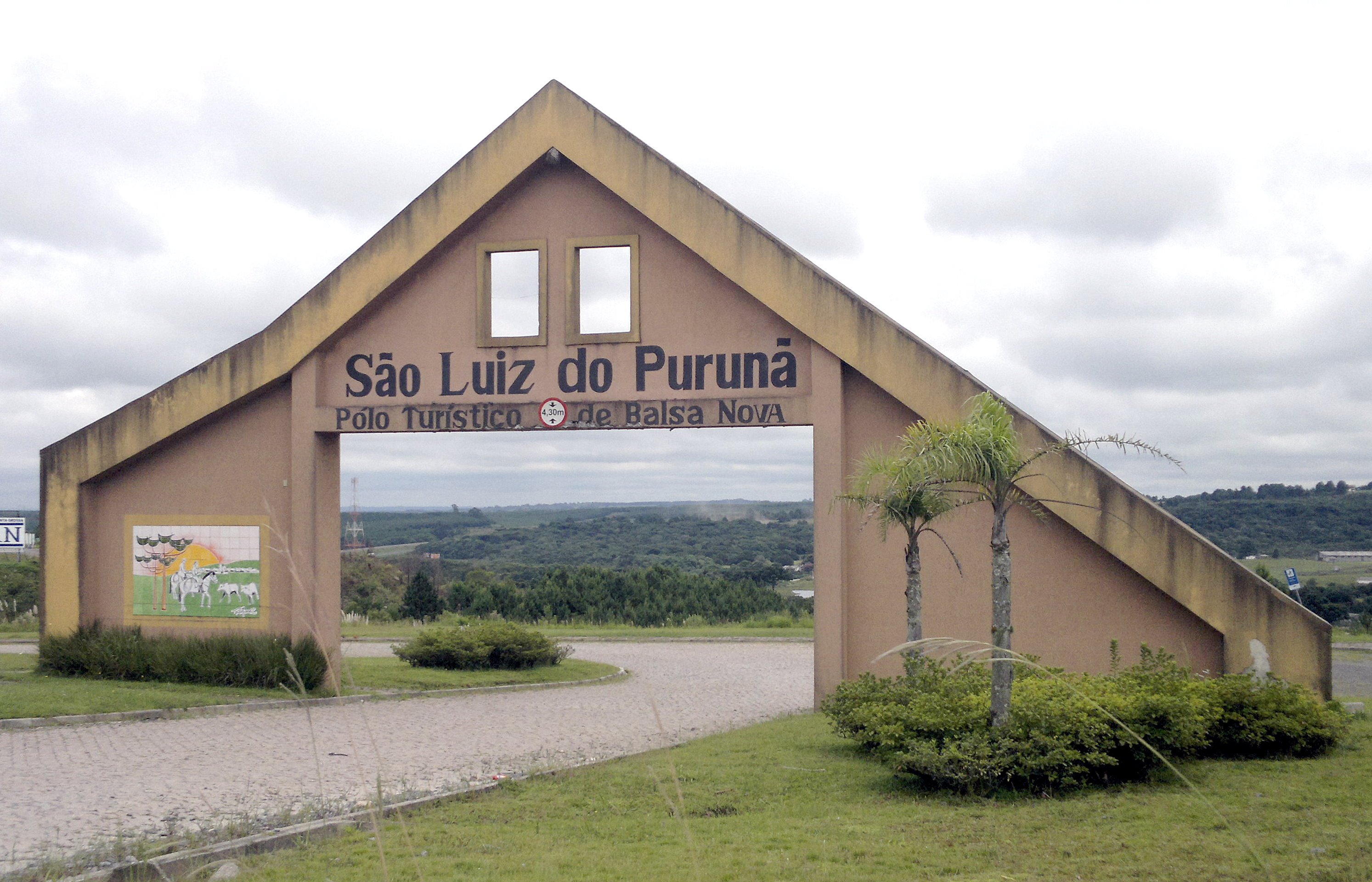
Pórtico na entrada do distrito de São Luiz do Purunã.

Os pioneiros de Balsa Nova também se dedicaram à pecuária, naqueles tempos difíceis era necessário "ter de tudo", pois o acesso aos centros urbanos era dificultado pelas más condições do tráfego e das telecomunicações.
No ano de 1891, Galdino Chaves construiu um balsa que possibilitava a travessia e transporte pelo Rio Iguaçu, que banhava o povoado de Rodeio. Esta balsa, feita com esmero, sobrepujava às anteriormente construídas, sendo que todas, sem exceção, haviam sido levadas pelas violentas cheias do rio Iguaçu. Desta forma o local ficou sendo chamado de Balsa Nova.
Aos poucos foi se consolidando um povoado, mas somente em 22 de março de 1938, através da Lei Estadual 1.757, o núcleo é elevado à categoria de Distrito Judiciário, com território pertencente ao município de Campo Largo.
Em 31 de março de 1938, o Decreto Estadual nº 6.667 determina que o distrito passe a se chamar João Eugênio, em homenagem a um importante madeireiro local. O ato, extremamente político, não agradou aos moradores do lugar. Em 12 de maio de 1954, a Lei Estadual nº 125 revoga o antigo Decreto nº 6.667 e nova alteração acontece, desta feita voltando a antiga denominação de Balsa Nova.
A Lei Estadual nº 4.338 de 25 de janeiro de 1961, sancionada pelo governador Moysés Lupion, criou o município de Balsa Nova, com território desmembrado do município de Campo Largo. A instalação oficial ocorreu no dia 4 de novembro de 1964.

## Economia
- Estabelecimentos (MTE 2004) - 174
- Empregos (MTE 2004) - 1.708
- Produção de Soja (IBGE 2007) - 21.350 toneladas
- Produção de Milho (IBGE 2007) - 26.412 toneladas
- Produção de Feijão (IBGE 2007) - 4.754 toneladas
- Bovinos (IBGE 2007) - 8.681 cabeças
- Receitas Municipais (Prefeitura 2004) - R$ 14.151.313,94
- Despesas Municipais (Prefeitura 2004) - R$ 14.407.872,45

## Política
Esta é uma lista de prefeitos da cidade de Balsa Nova.
| Nº | Nome                    | Partido | Início do mandato    | Fim do mandato         | Observações                           |
| 1  | Lourival Costa          | PSD     | novembro de 1961     | 1964                   | Prefeito eleito                       |
| 2  | Vitório Seguro          | —       | 1965                 | 1968                   | Prefeito eleito                       |
| 3  | José Franco Pellizari   | —       | 1969                 | 1972                   | Prefeito eleito                       |
| 4  | Vitório Seguro          | —       | 1973                 | 1976                   | Prefeito eleito                       |
| 5  | José Franco Pellizari   | —       | 1977                 | 1981                   | Prefeito eleito                       |
| 6  | Osvaldo Vanderlei Costa | —       | 1982                 | 1987                   | Prefeito eleito                       |
| 7  | Vitório Seguro          | —       | 1988                 | 1991                   | Prefeito eleito                       |
| 8  | Osvaldo Vanderlei Costa | —       | 1 de janeiro de 1992 | 31 de dezembro de 1996 | Prefeito eleito                       |
| 9  | Edmundo Bora            | —       | 1 de janeiro de 1997 | 31 de dezembro de 2000 | Prefeito eleito                       |
| 10 | Osvaldo Vanderlei Costa | PMDB    | 1 de janeiro de 2001 | 31 de dezembro de 2004 | Prefeito eleito                       |
| 11 | José Franco Pellizari   | PPS     | 1 de janeiro de 2005 | 31 de dezembro de 2008 | Prefeito eleito                       |
| —  | Narciso Durau           | PDT     | 1 de janeiro de 2005 | 31 de dezembro de 2008 | Vice-prefeito eleito                  |
| 12 | Osvaldo Vanderlei Costa | PMDB    | 1 de janeiro de 2009 | 18 de julho de 2012    | Prefeito eleito cassado judicialmente |
| 13 | José Franco Pellizari   | PSC     | 19 de julho de 2012  | 31 de dezembro de 2012 | Prefeito empossado judicialmente      |
| —  | Ernani Bubniak          | PR      | 19 de julho de 2012  | 31 de dezembro de 2012 | Vice-prefeito eleito                  |
| 14 | Luiz Cláudio Costa      | PMDB    | 1 de janeiro de 2013 | Atual                  | Prefeito eleito                       |
| —  | Marcos Durau            | PSDC    | 1 de janeiro de 2013 | Atual                  | Vice-prefeito eleito                  |

## Transporte
O município de Balsa Nova é servido pelas seguintes rodovias:
- BR-376, que passa por seu território, que liga Curitiba ao Norte do Paraná (Apucarana)
- BR-277, que passa por seu território, que liga Curitiba a Foz do Iguaçu (e ao Paraguai)
- PR-510, que liga a cidade a Campo Largo e Contenda

## Galeria

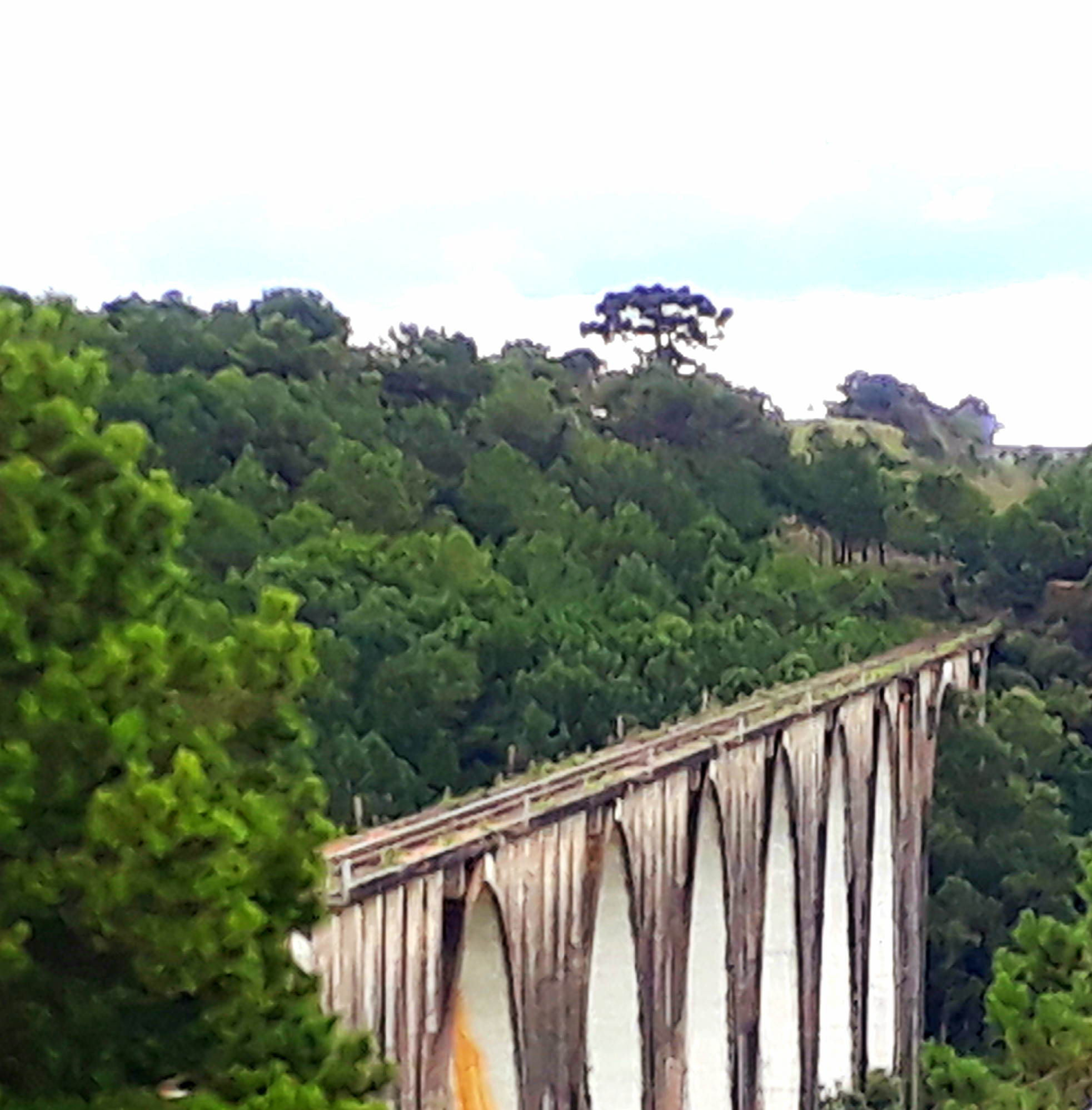
Local conhecido como "Arcos", ponte da linha férrea.
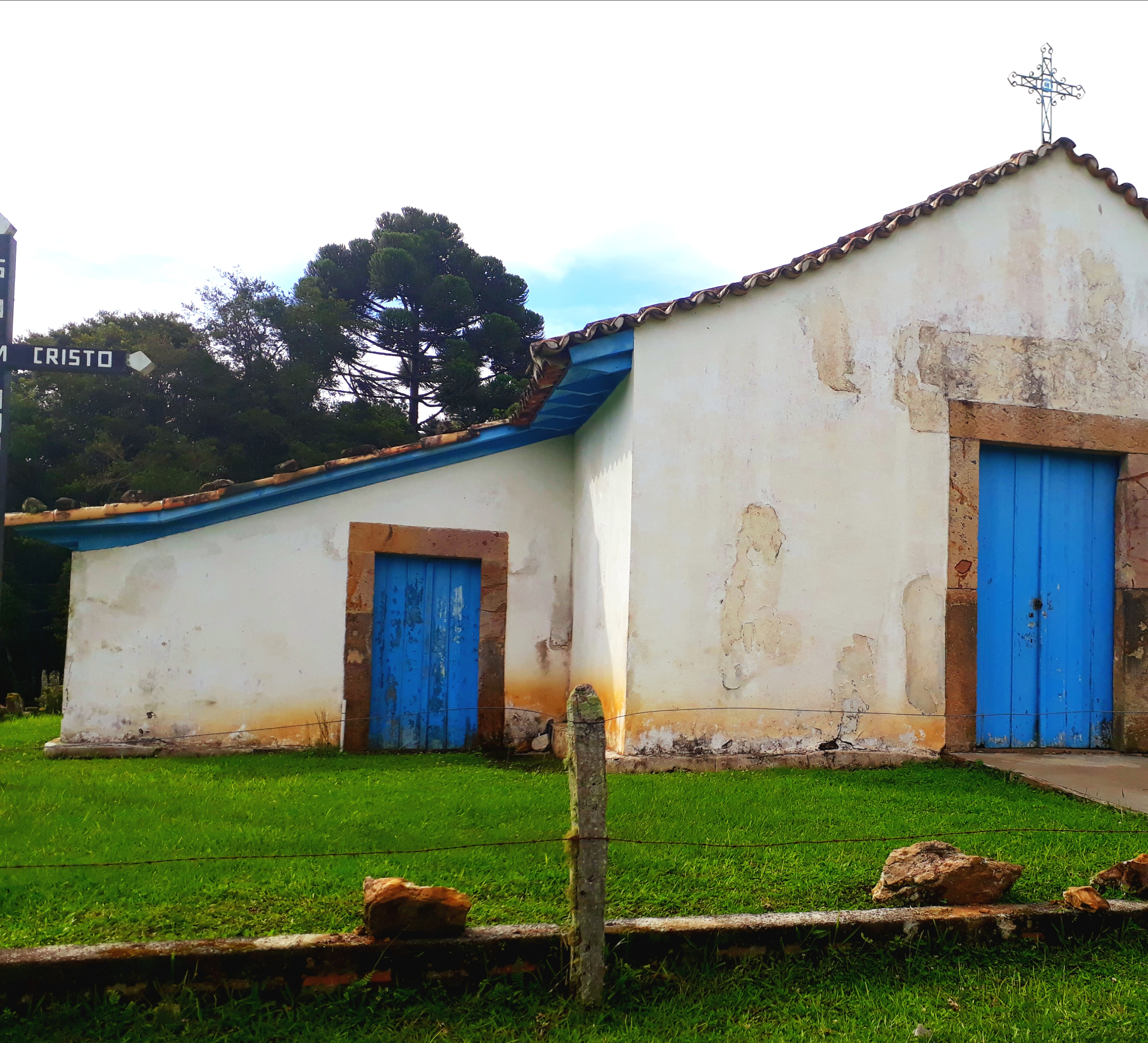
Capela Nossa Senhora da Conceição, na localidade de Tamanduá.
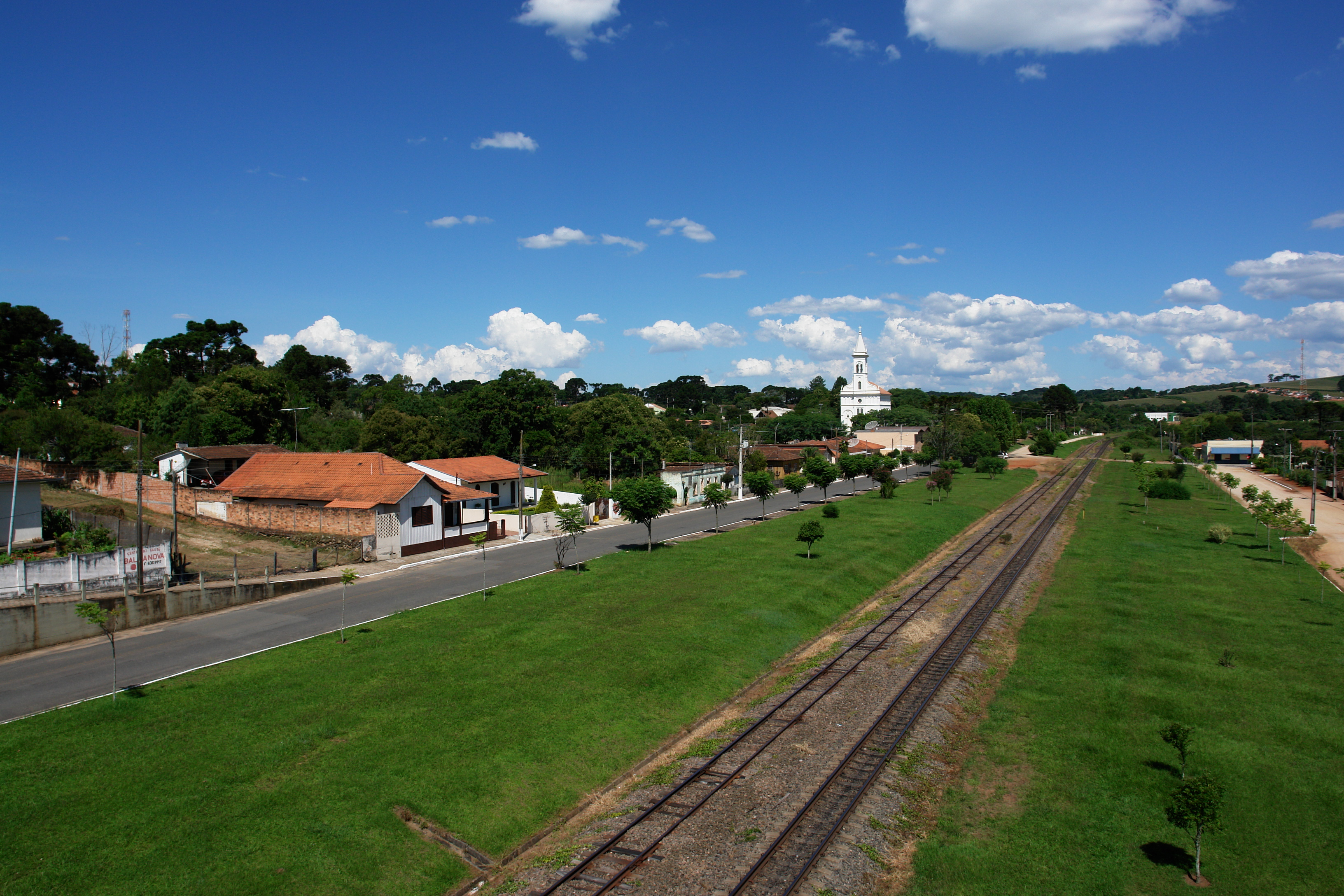
Vista da linha férrea em Balsa Nova.
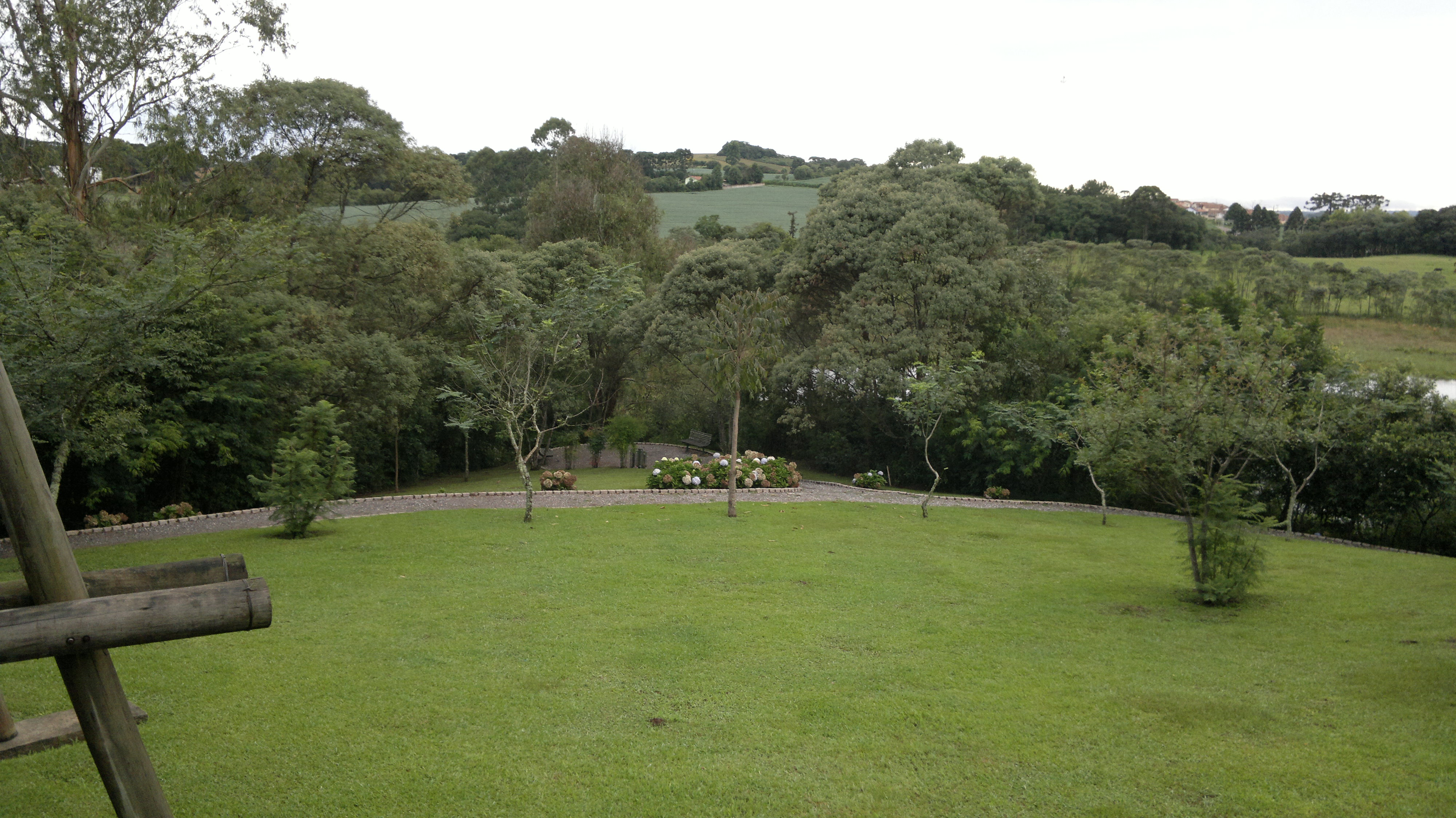
Vista do Parque Manancial.
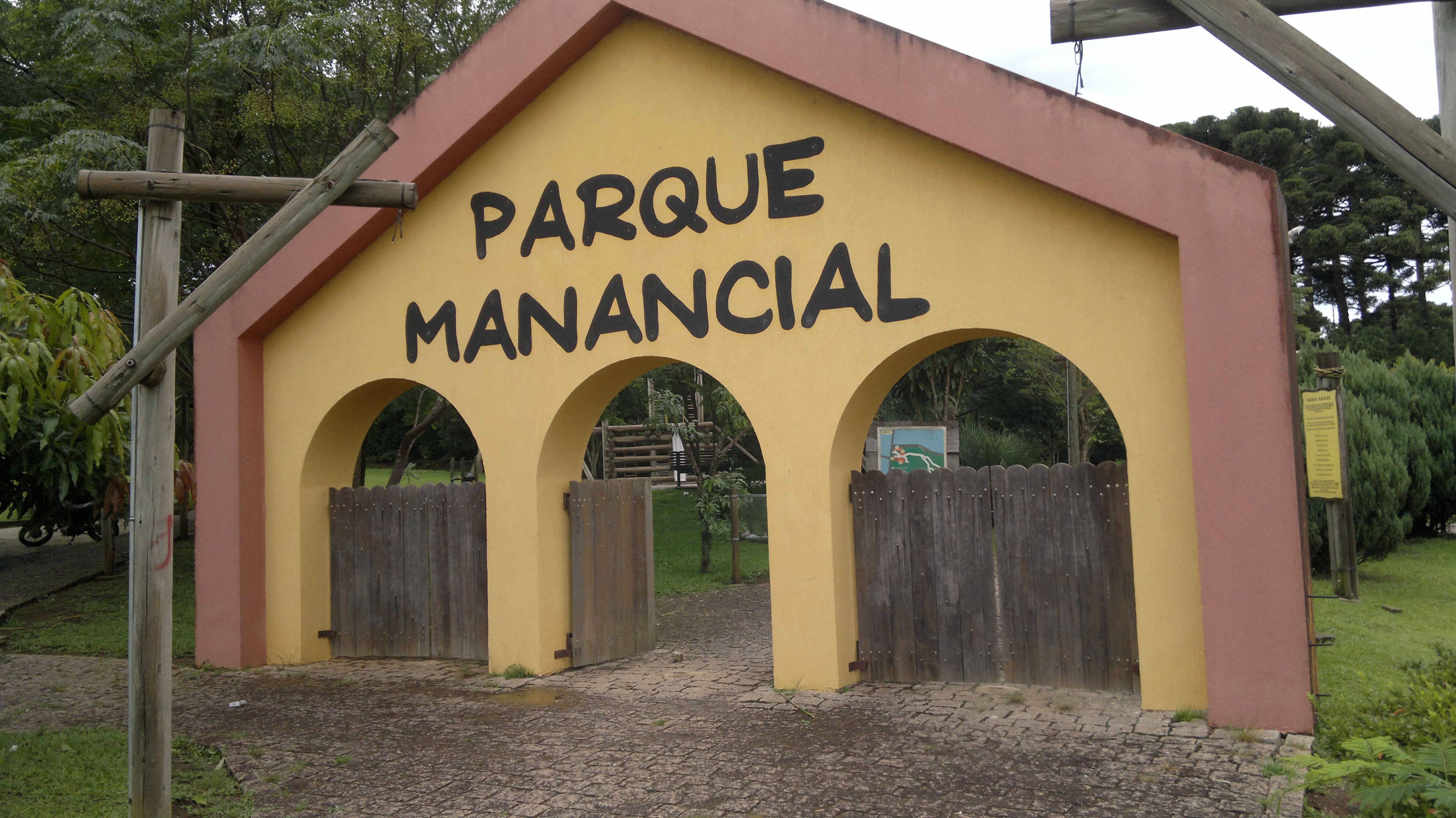
Portal do Parque Manancial.